# Siergiej Fiedorowcew
Siergiej Fiedorowcew (ros. Сергей Фeдоровцев, ur. 31 stycznia 1980 w Rostowie nad Donem) – rosyjski wioślarz, złoty medalista w wioślarskiej czwórce podwójnej podczas Letnich Igrzysk Olimpijskich w Atenach.
Jego córka Arina jest siatkarką.

## Osiągnięcia
- Igrzyska Olimpijskie – Ateny 2004 – czwórka podwójna – 1. miejsce[1].
- Mistrzostwa Świata – Eton 2006 – czwórka podwójna – 6. miejsce[1].
- Mistrzostwa Świata – Monachium 2007 – dwójka podwójna – 14. miejsce[1].
- Mistrzostwa Europy – Poznań 2007 – dwójka podwójna – 6. miejsce[2].
- Igrzyska Olimpijskie – Pekin 2008 – czwórka podwójna – 7. miejsce[1].
- Mistrzostwa Europy – Ateny 2008 – jedynka – 4. miejsce[2].
- Mistrzostwa Świata – Poznań 2009 – czwórka podwójna – 9. miejsce[2].
- Mistrzostwa Europy – Montemor-o-Velho 2010 – czwórka podwójna – 5. miejsce[2].